# Jon McLaughlin
Jon McLaughlin (Anderson, 27 settembre 1982) è un cantautore statunitense.

## Biografia
Attivo come chitarrista, pianista, ma anche produttore, è originario dell'Indiana. Ha esordito con alcune produzioni indipendenti nel 2003, mentre il suo primo EP ufficiale è stato pubblicato nel maggio 2007.
Alcune sue canzoni sono presenti nei film Donne, regole... e tanti guai! (2007), Un ponte per Terabithia (2007) e Come d'incanto. Proprio il brano So Close (da Come d'incanto) ha ottenuto la candidatura all'Oscar alla migliore canzone nell'ambito dei Premi Oscar 2008. Il brano è stato scritto da Alan Menken e Stephen Schwartz.
Ha collaborato con Demi Lovato come autore nell'album Here We Go Again.
Nel 2011 ha pubblicato il suo terzo disco, in cui appare anche Sara Bareilles.

## Discografia
Album in studio
- 2007 - Indiana
- 2008 - OK Now
- 2011 - Forever If Ever
- 2012 - Promising Promises
- 2013 - Holding My Breath

EP
- 2007 - Industry
- 2013 - Holding My Breath